# Ranunculus smirnovii
Ranunculus smirnovii är en ranunkelväxtart som beskrevs av Ovczinnikov. Ranunculus smirnovii ingår i släktet ranunkler, och familjen ranunkelväxter. Inga underarter finns listade i Catalogue of Life.